# Snooker Shoot-Out 2019
Das BetVictor Snooker Shoot-Out 2019 war ein Snookerturnier der Main Tour der Saison 2018/19, das vom 21. bis 24. Februar 2019 ausgetragen wurde. Wie in den beiden Vorjahren fand das Profiturnier mit den Sonderregeln im Watford Coloseum in Watford nordwestlich von London statt.
Titelverteidiger war der für Zypern startende Engländer Michael Georgiou, der allerdings in der zweiten Runde gegen den Chinesen Li Hang verlor.
Sieger wurde der Thailänder Thepchaiya Un-Nooh, der im Finale mit 74:0 gegen den Engländer Michael Holt gewann.

## Preisgeld
Das Preisgeld blieb im Vergleich zu den Vorjahren unverändert.
|                 | Preisgeld |
| --------------- | --------- |
| Sieger          | 32.000 £  |
| Finalist        | 16.000 £  |
| Halbfinalist    | 8.000 £   |
| Viertelfinalist | 4.000 £   |
| Achtelfinalist  | 2.000 £   |
| Letzten 32      | 1.000 £   |
| Letzten 64      | 500 £     |
| Letzten 128     | 250 £ a   |
| Höchstes Break  | 2.000 £   |
| Insgesamt       | 146.000 £ |

Der „Rolling 147 Prize“ für ein Maximum Break stand bei 5.000 £.

## Spielplan
Shoot-Out-Snooker wird nach besonderen Regeln gespielt, so dauert eine Partie maximal 10 Minuten, wobei in der ersten Hälfte jeder Spieler 15 Sekunden, in der zweiten Hälfte 10 Sekunden für die Ausführung eines Stoßes hat.
Die Partien der ersten Runde wurden am 18. Januar bekanntgegeben. Anders als bei den meisten Snookerturnieren wird beim Snooker Shoot-Out jede Runde neu ausgelost.
Insgesamt nahmen an dem Turnier 105 Profis und 23 Amateure teil. Acht Startplätze wurden an folgende Wildcards vergeben:
- Ryan Davies, englischer Juniorenmeister
- Liam Graham, schottischer U16-Meister
- Liam Davies, bester walisischer U14-Spieler
- Stephan Bateman, irischer U21-Meister
- Ben Mertens, Viertelfinalist bei der U18-Europameisterschaft 2018
- Emma Parker, beste U21-Spielerin
- Reanne Evans, mehrfache Weltmeisterin
- Brandon Sargeant, bester Spieler der Challenge Tour

### 1. Runde
Die Spiele der 1. Runde fanden am Donnerstag und Freitag in vier Sessions statt. Beide teilnehmende Frauen (Emma Parker und Reanne Evans) unterlagen schon in der ersten Runde.
| Spiel | Spieler 1             | Ergebnis    | Spieler 2             |
| ----- | --------------------- | ----------- | --------------------- |
| 1     | (21) Ricky Walden     | 1136:1136   | Liam Davies (WC)      |
| 2     | (93) Ashley Carty     | 6820:6820   | Steven Hallworth (A)  |
| 3     | (A) Michael Judge     | 618:618     | Tom Ford (16)         |
| 4     | (A) James Cahill      | 1220:1220   | Mei Xiwen (68)        |
| 5     | (38) Kurt Maflin      | 2677:2677   | Lee Walker (82)       |
| 6     | (54) Ian Burns        | 6362:6362   | Kyren Wilson (2)      |
| 7     | (53) Zhao Xintong     | 259:259     | Joe O’Connor (86)     |
| 8     | (90) Chen Feilong     | 3458:3458   | Lu Ning (70)          |
| 9     | (94) Sean O’Sullivan  | 630:630     | Jamie Clarke (108)    |
| 10    | (84) Craig Steadman   | 1836:1836   | Jordan Brown (95)     |
| 11    | (74) Joe Swail        | 162:162     | Kuldesh Johal (A)     |
| 12    | (A) Luke Simmonds     | 1573:1573   | Zhang Yong (57)       |
| 13    | (59) Xu Si            | 491:491     | Billy Castle (80)     |
| 14    | (40) Sunny Akani      | 094:094     | Lü Haotian (28)       |
| 15    | (91) Harvey Chandler  | 7339:7339   | Gary Wilson (24)      |
| 16    | (92) Zhang Jiankang   | 721:721     | Jimmy Robertson (12)  |
| 17    | (9) Anthony McGill    | 5620:5620   | Barry Pinches d (A)   |
| 18    | (88) Elliot Slessor   | 741:741     | Duane Jones (75)      |
| 19    | (35) Chris Wakelin    | 5023:5023   | Oliver Lines (96)     |
| 20    | (97) Lukas Kleckers   | 064:064     | Jamie O’Neill (A)     |
| 21    | (WC) Ben Mertens      | 5960:5960   | James Wattana (102)   |
| 22    | (66) Alfie Burden     | kl.         | Thor Chuan Leong (99) |
| 23    | (77) Chris Totten     | 4821:4821   | Mitchell Mann (A)     |
| 24    | (41) Andrew Higginson | 7819:7819   | Michael White (23)    |
| 25    | (79) Chen Zifan       | 11016:11016 | Sam Baird (71)        |
| 26    | (61) Tian Pengfei     | 5288:5288   | Andy Lee (104)        |
| 27    | (10) Yan Bingtao      | 5554:5554   | Kishan Hirani (105)   |
| 28    | (7) Joe Perry         | 6949:6949   | Rory McLeod (47)      |
| 29    | (103) Fan Zhengyi     | 232:232     | Hamza Akbar (85)      |
| 30    | (100) Hammad Miah     | 7018:7018   | Zhang Anda (64)       |
| 31    | (A) Joel Walker b     | 1568:1568   | Li Yuan (73)          |
| 32    | (72) Jak Jones        | 1378:1378   | Liam Graham (WC)      |

| Spiel | Spieler 1             | Ergebnis    | Spieler 2             |
| ----- | --------------------- | ----------- | --------------------- |
| 1     | (21) Ricky Walden     | 1136:1136   | Liam Davies (WC)      |
| 2     | (93) Ashley Carty     | 6820:6820   | Steven Hallworth (A)  |
| 3     | (A) Michael Judge     | 618:618     | Tom Ford (16)         |
| 4     | (A) James Cahill      | 1220:1220   | Mei Xiwen (68)        |
| 5     | (38) Kurt Maflin      | 2677:2677   | Lee Walker (82)       |
| 6     | (54) Ian Burns        | 6362:6362   | Kyren Wilson (2)      |
| 7     | (53) Zhao Xintong     | 259:259     | Joe O’Connor (86)     |
| 8     | (90) Chen Feilong     | 3458:3458   | Lu Ning (70)          |
| 9     | (94) Sean O’Sullivan  | 630:630     | Jamie Clarke (108)    |
| 10    | (84) Craig Steadman   | 1836:1836   | Jordan Brown (95)     |
| 11    | (74) Joe Swail        | 162:162     | Kuldesh Johal (A)     |
| 12    | (A) Luke Simmonds     | 1573:1573   | Zhang Yong (57)       |
| 13    | (59) Xu Si            | 491:491     | Billy Castle (80)     |
| 14    | (40) Sunny Akani      | 094:094     | Lü Haotian (28)       |
| 15    | (91) Harvey Chandler  | 7339:7339   | Gary Wilson (24)      |
| 16    | (92) Zhang Jiankang   | 721:721     | Jimmy Robertson (12)  |
| 17    | (9) Anthony McGill    | 5620:5620   | Barry Pinches d (A)   |
| 18    | (88) Elliot Slessor   | 741:741     | Duane Jones (75)      |
| 19    | (35) Chris Wakelin    | 5023:5023   | Oliver Lines (96)     |
| 20    | (97) Lukas Kleckers   | 064:064     | Jamie O’Neill (A)     |
| 21    | (WC) Ben Mertens      | 5960:5960   | James Wattana (102)   |
| 22    | (66) Alfie Burden     | kl.         | Thor Chuan Leong (99) |
| 23    | (77) Chris Totten     | 4821:4821   | Mitchell Mann (A)     |
| 24    | (41) Andrew Higginson | 7819:7819   | Michael White (23)    |
| 25    | (79) Chen Zifan       | 11016:11016 | Sam Baird (71)        |
| 26    | (61) Tian Pengfei     | 5288:5288   | Andy Lee (104)        |
| 27    | (10) Yan Bingtao      | 5554:5554   | Kishan Hirani (105)   |
| 28    | (7) Joe Perry         | 6949:6949   | Rory McLeod (47)      |
| 29    | (103) Fan Zhengyi     | 232:232     | Hamza Akbar (85)      |
| 30    | (100) Hammad Miah     | 7018:7018   | Zhang Anda (64)       |
| 31    | (A) Joel Walker b     | 1568:1568   | Li Yuan (73)          |
| 32    | (72) Jak Jones        | 1378:1378   | Liam Graham (WC)      |

| Spiel | Spieler 1                  | Ergebnis  | Spieler 2             |
| ----- | -------------------------- | --------- | --------------------- |
| 33    | (31) Matthew Stevens       | 840:840   | Stuart Bingham (4)    |
| 34    | (WC) Stephen Bateman       | 3036:3036 | Mark Davis (22)       |
| 35    | (3) Shaun Murphy           | 1252:1252 | Mark King (14)        |
| 36    | (WC) Emma Parker           | 6117:6117 | Laxman Rawat (A)      |
| 37    | (A) Peter Devlin c         | 1635:1635 | Ross Muir (76)        |
| 38    | (98) John Astley           | 1482:1482 | Brandon Sargeant (WC) |
| 39    | (81) Ashley Hugill         | 6719:6719 | Ali Carter (6)        |
| 40    | (51) Yuan Sijun            | 5718:5718 | Dominic Dale (50)     |
| 41    | (A) Ben Hancorn            | 6721:6721 | Peter Lines (58)      |
| 42    | (101) Simon Lichtenberg    | 687:687   | Barry Hawkins (1)     |
| 43    | (55) Alexander Ursenbacher | 5716:5716 | Andy Hicks (A)        |
| 44    | (30) Ben Woollaston        | 2841:2841 | Sam Craigie (87)      |
| 45    | (56) Gerard Greene         | 6635:6635 | Matthew Selt (39)     |
| 46    | (5) Luca Brecel            | 1175:1175 | Farakh Ajaib (A)      |
| 47    | (18) Zhou Yuelong          | 640:640   | Michael Holt (29)     |
| 48    | (17) Anthony Hamilton      | 950:950   | David Gilbert (8)     |
| 49    | (37) Thepchaiya Un-Nooh    | 685:685   | Robert Milkins (19)   |
| 50    | (20) Noppon Saengkham      | 345:345   | Daniel Wells (44)     |
| 51    | (25) Li Hang               | 1933:1933 | Fergal O’Brien (45)   |
| 52    | (15) Martin Gould          | 7100:7100 | Liam Highfield (48)   |
| 53    | (A) Adam Duffy             | 1927:1927 | Mark Joyce (34)       |
| 54    | (67) Luo Honghao           | 3512:3512 | Mike Dunn (42)        |
| 55    | (WC) Reanne Evans          | 5426:5426 | Jimmy White (60)      |
| 56    | (52) Ken Doherty           | 2680:2680 | Adam Stefanów (106)   |
| 57    | (33) Peter Ebdon           | 6737:6737 | Michael Georgiou (43) |
| 58    | (11) Graeme Dott           | 2269:2269 | Martin O’Donnell (32) |
| 59    | (36) Scott Donaldson       | 5818:5818 | Allan Taylor (62)     |
| 60    | (83) Rod Lawler            | 2863:2863 | Nigel Bond (63)       |
| 61    | (89) Sanderson Lam         | 5537:5537 | Alan McManus (46)     |
| 62    | (27) Stuart Carrington     | 650:650   | Hossein Vafaei (26)   |
| 63    | (13) Xiao Guodong          | 749:749   | Paul Davison (69)     |
| 64    | (49) Robbie Williams       | 2418:2418 | Ryan Davies (WC)      |

| Spiel | Spieler 1                  | Ergebnis  | Spieler 2             |
| ----- | -------------------------- | --------- | --------------------- |
| 33    | (31) Matthew Stevens       | 840:840   | Stuart Bingham (4)    |
| 34    | (WC) Stephen Bateman       | 3036:3036 | Mark Davis (22)       |
| 35    | (3) Shaun Murphy           | 1252:1252 | Mark King (14)        |
| 36    | (WC) Emma Parker           | 6117:6117 | Laxman Rawat (A)      |
| 37    | (A) Peter Devlin c         | 1635:1635 | Ross Muir (76)        |
| 38    | (98) John Astley           | 1482:1482 | Brandon Sargeant (WC) |
| 39    | (81) Ashley Hugill         | 6719:6719 | Ali Carter (6)        |
| 40    | (51) Yuan Sijun            | 5718:5718 | Dominic Dale (50)     |
| 41    | (A) Ben Hancorn            | 6721:6721 | Peter Lines (58)      |
| 42    | (101) Simon Lichtenberg    | 687:687   | Barry Hawkins (1)     |
| 43    | (55) Alexander Ursenbacher | 5716:5716 | Andy Hicks (A)        |
| 44    | (30) Ben Woollaston        | 2841:2841 | Sam Craigie (87)      |
| 45    | (56) Gerard Greene         | 6635:6635 | Matthew Selt (39)     |
| 46    | (5) Luca Brecel            | 1175:1175 | Farakh Ajaib (A)      |
| 47    | (18) Zhou Yuelong          | 640:640   | Michael Holt (29)     |
| 48    | (17) Anthony Hamilton      | 950:950   | David Gilbert (8)     |
| 49    | (37) Thepchaiya Un-Nooh    | 685:685   | Robert Milkins (19)   |
| 50    | (20) Noppon Saengkham      | 345:345   | Daniel Wells (44)     |
| 51    | (25) Li Hang               | 1933:1933 | Fergal O’Brien (45)   |
| 52    | (15) Martin Gould          | 7100:7100 | Liam Highfield (48)   |
| 53    | (A) Adam Duffy             | 1927:1927 | Mark Joyce (34)       |
| 54    | (67) Luo Honghao           | 3512:3512 | Mike Dunn (42)        |
| 55    | (WC) Reanne Evans          | 5426:5426 | Jimmy White (60)      |
| 56    | (52) Ken Doherty           | 2680:2680 | Adam Stefanów (106)   |
| 57    | (33) Peter Ebdon           | 6737:6737 | Michael Georgiou (43) |
| 58    | (11) Graeme Dott           | 2269:2269 | Martin O’Donnell (32) |
| 59    | (36) Scott Donaldson       | 5818:5818 | Allan Taylor (62)     |
| 60    | (83) Rod Lawler            | 2863:2863 | Nigel Bond (63)       |
| 61    | (89) Sanderson Lam         | 5537:5537 | Alan McManus (46)     |
| 62    | (27) Stuart Carrington     | 650:650   | Hossein Vafaei (26)   |
| 63    | (13) Xiao Guodong          | 749:749   | Paul Davison (69)     |
| 64    | (49) Robbie Williams       | 2418:2418 | Ryan Davies (WC)      |

### 2. Runde
Die 2. Runde fand am Samstag in zwei Sessions statt.
| Spiel | Spieler 1            | Ergebnis    | Spieler 2             |
| ----- | -------------------- | ----------- | --------------------- |
| 1     | (52) Ken Doherty     | 7126:7126   | Lukas Kleckers (97)   |
| 2     | (64) Zhang Anda      | 075:075     | Barry Hawkins (1)     |
| 3     | (83) Rod Lawler      | 2452:2452   | Chen Feilong (90)     |
| 4     | (58) Peter Lines     | 1713:1713   | Jak Jones (72)        |
| 5     | (40) Sunny Akani     | 2562:2562   | Billy Castle (80)     |
| 6     | (13) Xiao Guodong    | 6122:6122   | Graeme Dott (11)      |
| 7     | (25) Li Hang         | 2845:2845   | Michael Georgiou (43) |
| 8     | (46) Alan McManus    | 3343:3343   | Jimmy Robertson (12)  |
| 9     | (39) Matthew Selt    | 516:516     | Tian Pengfei (61)     |
| 10    | (3) Shaun Murphy     | 7222:7222   | Stuart Bingham (4)    |
| 11    | (38) Kurt Maflin     | 741:741     | Gary Wilson (24)      |
| 12    | (A) Adam Duffy       | 2538:2538   | David Gilbert (8)     |
| 13    | (50) Dominic Dale    | 1660:1660   | Thor Chuan Leong (99) |
| 14    | (105) Kishan Hirani  | 10111:10111 | Laxman Rawat (A)      |
| 15    | (WC) Stephen Bateman | 4213:4213   | Sam Baird (71)        |
| 16    | (6) Ali Carter       | 6113:6113   | Zhao Xintong (53)     |

| Spiel | Spieler 1            | Ergebnis    | Spieler 2             |
| ----- | -------------------- | ----------- | --------------------- |
| 1     | (52) Ken Doherty     | 7126:7126   | Lukas Kleckers (97)   |
| 2     | (64) Zhang Anda      | 075:075     | Barry Hawkins (1)     |
| 3     | (83) Rod Lawler      | 2452:2452   | Chen Feilong (90)     |
| 4     | (58) Peter Lines     | 1713:1713   | Jak Jones (72)        |
| 5     | (40) Sunny Akani     | 2562:2562   | Billy Castle (80)     |
| 6     | (13) Xiao Guodong    | 6122:6122   | Graeme Dott (11)      |
| 7     | (25) Li Hang         | 2845:2845   | Michael Georgiou (43) |
| 8     | (46) Alan McManus    | 3343:3343   | Jimmy Robertson (12)  |
| 9     | (39) Matthew Selt    | 516:516     | Tian Pengfei (61)     |
| 10    | (3) Shaun Murphy     | 7222:7222   | Stuart Bingham (4)    |
| 11    | (38) Kurt Maflin     | 741:741     | Gary Wilson (24)      |
| 12    | (A) Adam Duffy       | 2538:2538   | David Gilbert (8)     |
| 13    | (50) Dominic Dale    | 1660:1660   | Thor Chuan Leong (99) |
| 14    | (105) Kishan Hirani  | 10111:10111 | Laxman Rawat (A)      |
| 15    | (WC) Stephen Bateman | 4213:4213   | Sam Baird (71)        |
| 16    | (6) Ali Carter       | 6113:6113   | Zhao Xintong (53)     |

| Spiel | Spieler 1               | Ergebnis  | Spieler 2           |
| ----- | ----------------------- | --------- | ------------------- |
| 17    | (26) Hossein Vafaei     | 4734:4734 | Allan Taylor (62)   |
| 18    | (30) Ben Woollaston     | 5144:5144 | Barry Pinches (A)   |
| 19    | (37) Thepchaiya Un-Nooh | 2839:2839 | Mei Xiwen (68)      |
| 20    | (44) Daniel Wells       | 1746:1746 | Craig Steadman (84) |
| 21    | (A) Luke Simmonds       | 1025:1025 | Hamza Akbar (85)    |
| 22    | (A) Peter Devlin        | 369:369   | Rory McLeod (47)    |
| 23    | (98) John Astley        | 3218:3218 | Jimmy White (60)    |
| 24    | (23) Michael White      | 2351:2351 | Joel Walker (A)     |
| 25    | (2) Kyren Wilson        | 1841:1841 | Elliot Slessor (88) |
| 26    | (96) Oliver Lines       | 631:631   | Martin Gould (15)   |
| 27    | (WC) Ryan Davies        | 1237:1237 | Ben Mertens (WC)    |
| 28    | (108) Jamie Clarke      | 2134:2134 | Mitchell Mann (A)   |
| 29    | (A) Andy Hicks          | 4137:4137 | Michael Holt (29)   |
| 30    | (74) Joe Swail          | 428:428   | Mike Dunn (42)      |
| 31    | (21) Ricky Walden       | 1370:1370 | Luca Brecel (5)     |
| 32    | (A) Steven Hallworth    | 8120:8120 | Tom Ford (16)       |

| Spiel | Spieler 1               | Ergebnis  | Spieler 2           |
| ----- | ----------------------- | --------- | ------------------- |
| 17    | (26) Hossein Vafaei     | 4734:4734 | Allan Taylor (62)   |
| 18    | (30) Ben Woollaston     | 5144:5144 | Barry Pinches (A)   |
| 19    | (37) Thepchaiya Un-Nooh | 2839:2839 | Mei Xiwen (68)      |
| 20    | (44) Daniel Wells       | 1746:1746 | Craig Steadman (84) |
| 21    | (A) Luke Simmonds       | 1025:1025 | Hamza Akbar (85)    |
| 22    | (A) Peter Devlin        | 369:369   | Rory McLeod (47)    |
| 23    | (98) John Astley        | 3218:3218 | Jimmy White (60)    |
| 24    | (23) Michael White      | 2351:2351 | Joel Walker (A)     |
| 25    | (2) Kyren Wilson        | 1841:1841 | Elliot Slessor (88) |
| 26    | (96) Oliver Lines       | 631:631   | Martin Gould (15)   |
| 27    | (WC) Ryan Davies        | 1237:1237 | Ben Mertens (WC)    |
| 28    | (108) Jamie Clarke      | 2134:2134 | Mitchell Mann (A)   |
| 29    | (A) Andy Hicks          | 4137:4137 | Michael Holt (29)   |
| 30    | (74) Joe Swail          | 428:428   | Mike Dunn (42)      |
| 31    | (21) Ricky Walden       | 1370:1370 | Luca Brecel (5)     |
| 32    | (A) Steven Hallworth    | 8120:8120 | Tom Ford (16)       |

### 3. Runde
Die 3. Runde fand in der Session am Sonntagmittag statt.
| Spiel | Spieler 1          | Ergebnis  | Spieler 2           |
| ----- | ------------------ | --------- | ------------------- |
| 1     | (4) Stuart Bingham | 568:568   | Kyren Wilson (2)    |
| 2     | (44) Daniel Wells  | 062:062   | Luke Simmonds (A)   |
| 3     | (60) Jimmy White   | 6518:6518 | Rory McLeod (47)    |
| 4     | (108) Jamie Clarke | 054:054   | Oliver Lines (96)   |
| 5     | (25) Li Hang       | 1014:1014 | Lukas Kleckers (97) |
| 6     | (A) Adam Duffy     | 1229:1229 | Alan McManus (46)   |
| 7     | (WC) Ryan Davies   | 710:710   | Sunny Akani (40)    |
| 8     | (53) Zhao Xintong  | 2726:2726 | Luca Brecel (5)     |

| Spiel | Spieler 1          | Ergebnis  | Spieler 2           |
| ----- | ------------------ | --------- | ------------------- |
| 1     | (4) Stuart Bingham | 568:568   | Kyren Wilson (2)    |
| 2     | (44) Daniel Wells  | 062:062   | Luke Simmonds (A)   |
| 3     | (60) Jimmy White   | 6518:6518 | Rory McLeod (47)    |
| 4     | (108) Jamie Clarke | 054:054   | Oliver Lines (96)   |
| 5     | (25) Li Hang       | 1014:1014 | Lukas Kleckers (97) |
| 6     | (A) Adam Duffy     | 1229:1229 | Alan McManus (46)   |
| 7     | (WC) Ryan Davies   | 710:710   | Sunny Akani (40)    |
| 8     | (53) Zhao Xintong  | 2726:2726 | Luca Brecel (5)     |

| Spiel | Spieler 1               | Ergebnis  | Spieler 2            |
| ----- | ----------------------- | --------- | -------------------- |
| 9     | (A) Laxman Rawat        | 556:556   | Sam Baird (71)       |
| 10    | (23) Michael White      | 229:229   | Jak Jones (72)       |
| 11    | (A) Barry Pinches       | 155:155   | Michael Holt (29)    |
| 12    | (50) Dominic Dale       | 3960:3960 | Allan Taylor (62)    |
| 13    | (24) Gary Wilson        | 818:818   | Steven Hallworth (A) |
| 14    | (37) Thepchaiya Un-Nooh | 3374:3374 | Mike Dunn (42)       |
| 15    | (64) Zhang Anda         | 3221:3221 | Tian Pengfei (61)    |
| 16    | (83) Rod Lawler         | 222:222   | Graeme Dott (11)     |

| Spiel | Spieler 1               | Ergebnis  | Spieler 2            |
| ----- | ----------------------- | --------- | -------------------- |
| 9     | (A) Laxman Rawat        | 556:556   | Sam Baird (71)       |
| 10    | (23) Michael White      | 229:229   | Jak Jones (72)       |
| 11    | (A) Barry Pinches       | 155:155   | Michael Holt (29)    |
| 12    | (50) Dominic Dale       | 3960:3960 | Allan Taylor (62)    |
| 13    | (24) Gary Wilson        | 818:818   | Steven Hallworth (A) |
| 14    | (37) Thepchaiya Un-Nooh | 3374:3374 | Mike Dunn (42)       |
| 15    | (64) Zhang Anda         | 3221:3221 | Tian Pengfei (61)    |
| 16    | (83) Rod Lawler         | 222:222   | Graeme Dott (11)     |

### Achtelfinale
Am Sonntagabend um 19.00 Uhr (Ortszeit) begann das Turnierfinale mit den letzten vier Runden.
| Spiel | Spieler 1          | Ergebnis  | Spieler 2               |
| ----- | ------------------ | --------- | ----------------------- |
| 1     | (50) Dominic Dale  | 8616:8616 | Stuart Bingham (4)      |
| 2     | (61) Tian Pengfei  | 4038:4038 | Li Hang (25)            |
| 3     | (108) Jamie Clarke | 3236:3236 | Steven Hallworth (A)    |
| 4     | (47) Rory McLeod   | 5815:5815 | Thepchaiya Un-Nooh (37) |

| Spiel | Spieler 1          | Ergebnis  | Spieler 2               |
| ----- | ------------------ | --------- | ----------------------- |
| 1     | (50) Dominic Dale  | 8616:8616 | Stuart Bingham (4)      |
| 2     | (61) Tian Pengfei  | 4038:4038 | Li Hang (25)            |
| 3     | (108) Jamie Clarke | 3236:3236 | Steven Hallworth (A)    |
| 4     | (47) Rory McLeod   | 5815:5815 | Thepchaiya Un-Nooh (37) |

| Spiel | Spieler 1         | Ergebnis  | Spieler 2          |
| ----- | ----------------- | --------- | ------------------ |
| 5     | (A) Adam Duffy    | 549:549   | Sam Baird (71)     |
| 6     | (5) Luca Brecel   | 4729:4729 | Michael White (23) |
| 7     | (44) Daniel Wells | 740:740   | Rod Lawler (83)    |
| 8     | (29) Michael Holt | 737:737   | Ryan Davies (WC)   |

| Spiel | Spieler 1         | Ergebnis  | Spieler 2          |
| ----- | ----------------- | --------- | ------------------ |
| 5     | (A) Adam Duffy    | 549:549   | Sam Baird (71)     |
| 6     | (5) Luca Brecel   | 4729:4729 | Michael White (23) |
| 7     | (44) Daniel Wells | 740:740   | Rod Lawler (83)    |
| 8     | (29) Michael Holt | 737:737   | Ryan Davies (WC)   |

### Viertelfinale
| Spiel | Spieler 1               | Ergebnis  | Spieler 2          |
| ----- | ----------------------- | --------- | ------------------ |
| 1     | (37) Thepchaiya Un-Nooh | 397:397   | Stuart Bingham (4) |
| 2     | (25) Li Hang            | 5520:5520 | Michael Holt (29)  |

| Spiel | Spieler 1               | Ergebnis  | Spieler 2          |
| ----- | ----------------------- | --------- | ------------------ |
| 1     | (37) Thepchaiya Un-Nooh | 397:397   | Stuart Bingham (4) |
| 2     | (25) Li Hang            | 5520:5520 | Michael Holt (29)  |

| Spiel | Spieler 1          | Ergebnis  | Spieler 2          |
| ----- | ------------------ | --------- | ------------------ |
| 3     | (83) Rod Lawler    | 584:584   | Jamie Clarke (108) |
| 4     | (23) Michael White | 1353:1353 | Sam Baird (71)     |

| Spiel | Spieler 1          | Ergebnis  | Spieler 2          |
| ----- | ------------------ | --------- | ------------------ |
| 3     | (83) Rod Lawler    | 584:584   | Jamie Clarke (108) |
| 4     | (23) Michael White | 1353:1353 | Sam Baird (71)     |

### Halbfinale
| Spiel | Spieler 1               | Ergebnis  | Spieler 2          |
| ----- | ----------------------- | --------- | ------------------ |
| 1     | (37) Thepchaiya Un-Nooh | 0139:0139 | Jamie Clarke (108) |

| Spiel | Spieler 1               | Ergebnis  | Spieler 2          |
| ----- | ----------------------- | --------- | ------------------ |
| 1     | (37) Thepchaiya Un-Nooh | 0139:0139 | Jamie Clarke (108) |

| Spiel | Spieler 1          | Ergebnis  | Spieler 2         |
| ----- | ------------------ | --------- | ----------------- |
| 2     | (23) Michael White | 5621:5621 | Michael Holt (55) |

| Spiel | Spieler 1          | Ergebnis  | Spieler 2         |
| ----- | ------------------ | --------- | ----------------- |
| 2     | (23) Michael White | 5621:5621 | Michael Holt (55) |

### Finale
Geleitet wurde das Finale vom Engländer Brendan Moore.
| Spiel | Spieler 1               | Ergebnis | Spieler 2         |
| ----- | ----------------------- | -------- | ----------------- |
| 1     | (37) Thepchaiya Un-Nooh | 074:074  | Michael Holt (55) |

## Century-Breaks
Es wurden vier Breaks mit mindestens 100 Punkten gespielt, so viele wie seit dem ersten Turnier 2011 nicht mehr. Zudem erzielte Thepchaiya Un-Nooh im Halbfinale mit 139 Punkten das höchste Century-Break, das bei den Shoot-Outs bis dahin gespielt wurde.
- Thepchaiya Un-Nooh: 139
- Luca Brecel: 133
- Ricky Walden: 132
- Martin Gould: 100